# Bismarcktrast
Bismarcktrast (Turdus heinrothi) är en fågel i familjen trastar inom ordningen tättingar.

## Utbredning och systematik
Bismarcktrasten förekommer i Bismarckarkipelagen. Den delas in tre underarter med följande utbredning:
- Turdus heinrothi beehleri – New Ireland
- Turdus heinrothi tolokiwae – Tolokiwaön
- Turdus heinrothi heinrothi – St Matthiasön

Tidigare kategoriserades den som del av ötrasten (Turdus poliocephalus), men denna har efter studier delats upp i ett antal arter, bland annat bismarcktrast.

## Status
IUCN erkänner den inte som art, varför dess hotstatus inte bedömts.